# Moschiola indica
Moschiola indica (лат.) — вид млекопитающих семейства оленьковых. Встречается в Индии между пустыней Тар и Гуджаратом на западе и Западной Бенгалией на востоке и, возможно, также в низменностях Непала.

## Внешний вид и строение
Длина головы и туловища составляет от 55 до 59 сантиметров, длина хвоста — 2,5 сантиметра, вес взрослых животных — около 3 килограммов. Это относительно крупный вид оленьковых с длинными задними ногами, широким черепом и относительно широкой мордой. Мех тёмно-коричневый, рисунок, состоящий из полос и пятен, — белый, а у пятнистых особей, встречающихся на Шри-Ланке — жёлтый. Верхний ряд пятен образует непрерывную полосу на плечах и распадается на отдельные пятна на задней половине туловища. Остальные полосы образованы вытянутыми пятнами, расположенными одно за другим. Живот светло-бежевый и кремовый посередине. Зубная формула: {\displaystyle I{\frac {0}{3}}C{\frac {1}{1}}P{\frac {3}{3}}M{\frac {3}{3}}=34}.

## Среда обитания и образ жизни
Населяет влажные и сухие леса, горные леса, заросли слоновой травы, холмы, равнины и плато на высоте до 1850 метров над уровнем моря. Сумеречный и ночной вид, часто встречается вблизи водоемов. Живет поодиночке или парами и питается фруктами и травами. Едят плоды дерева Terminia bellirica, а также Gmelina arborea и Garuga pinnata. Moschiola indica и олень-аксис вместе поедают 95 % плодов дерева эмблика (Phyllanthus emblica). Проводят день в кучах листьев, где их хорошо маскирует окраска меха, в дуплах деревьев у основания стволов, или прячутся между камнями. Спариваются в июне и июле, и один или два детеныша рождаются после периода беременности, продолжающегося около пяти месяцев, после окончания юго-западного муссона с июля по октябрь. Двойни встречаются чаще, чем у других видов оленьковых. Средний вес молодняка при рождении составляет 320 грамм. Этот вид является важной добычей леопардов и красных волков, а также известно, что на них охотятся мелкие хищники, такие как нилгирская харза. Непальский филин выслеживает молодых животных. С другой стороны, тигры и золотые шакалы редко охотятся на них. Наибольшая продолжительность жизни в неволе — шесть лет и девять месяцев.

## Охранный статус
Отнесен МСОП к категории «вызывающий наименьшие опасения». Вид встречается на нескольких охраняемых территориях. Когда-то он был широко распространен в Индии вплоть до Непала. Сегодня Западные Гаты являются основным местом обитания этого вида. В Индии это популярная дичь, и люди охотятся на неё с помощью охотничьих собак или капканов. Во многих местах его мясо продается на рынках.